# Obszar Chronionego Krajobrazu Dolina Rospudy
Dolina Rospudy – obszar chronionego krajobrazu o powierzchni 23 710,86 ha, w północno-wschodniej Polsce, w woj. podlaskim, na Pojezierzu Litewskim. Obejmuje większą część doliny rzecznej Rospudy, będącej górnym biegiem rzeki Netty. Obszar został wyznaczony w 1991 roku. Dolna dolina Rospudy stanowi część Puszczy Augustowskiej.
Celem utworzenia obszaru jest ochrona i zachowanie doliny Rospudy odznaczającej się wysokim stopniem naturalności, z roślinnością torfowiskową zbiorowisk leśnych i nieleśnych.

## Położenie
| Rodzaj gruntów | Powierzchnia | Pokrycie w % |
| -------------- | ------------ | ------------ |
| Lasy           | 10 578 ha    | 41,89%       |
| Użytki rolne   | 12 473 ha    | 49,40%       |
| Wody           | 1 379 ha     | 5,46%        |
| Inne grunty    | 820 ha       | 3,25%        |
| Razem          | 25 250 ha    | 100%         |

Zgodnie z Uchwałą Nr XII/90/15 Sejmiku Województwa Podlaskiego z dnia 22 czerwca 2015 r. powierzchnia Obszaru Chronionego Krajobrazu „Dolina Rospudy” wynosi 23 710,86 ha. Wcześniej obszar zajmował powierzchnię 25 250 ha.
Dolina Rospudy zajmuje w swej północnej części Pojezierze Zachodniosuwalskie, a w południowej Równinę Augustowską. Znajduje się w północnej części województwa podlaskiego. Obejmuje tereny gmin Augustów (3103,75 ha) i Nowinka (5062,59 ha) w powiecie augustowskim oraz tereny pięciu gmin w powiecie suwalskim – gmina Bakałarzewo (3297,12 ha), gmina Filipów (5264,06 ha), gmina Przerośl (463,84 ha), gmina Raczki (6193,35 ha) i gmina Suwałki (326,15 ha). Obszar rozciąga się na długości ok. 52 km, od części północno-zachodniej granicy woj. podlaskiego z woj. warmińsko-mazurskim i wzdłuż niej w kierunku południowo-wschodnim do granic administracyjnych miasta Augustów. Jest to obszar spójny, jednak wyłączone zostały z niego większe obszary osadnicze jak: Raczki, Filipów, teren wokół wsi Sidory.
Obszar obejmuje tereny ciągnące wzdłuż rzeki Rospudy i dziewięciu jezior, przez które przepływa: Rospuda Filipowska, Jezioro Kamienne, Jezioro Długie, Garbas, Jezioro Głębokie, Sumowo Bakałarzewskie, Jezioro Okrągłe, Bolesty i Rospuda Augustowska.
Obszar chronionego krajobrazu przecinają cztery drogi wojewódzkie: nr 652 koło Filipowa, nr 653 koło Bakałarzewa, nr 655 koło Raczek, nr 664 koło Dowspudy.
Północna część Doliny Rospudy graniczy od wschodu z Obszarem Chronionego Krajobrazu „Dolina Błędzianki”, a od zachodu z położonym w województwie warmińsko-mazurskim Obszarem Chronionego Krajobrazu Doliny Błędzianki. Na północy styka się także na krótkim odcinku z otuliną Parku Krajobrazowego Puszczy Rominckiej. Południowa część Doliny Rospudy graniczy od wschodu i południa z Obszarem Chronionego Krajobrazu „Puszcza i Jeziora Augustowskie”.

## Geomorfologia
Rospuda płynie poprzez typowe formy rzeźby młodoglacjalnej: jeziora rynnowe, ozy (długie, kręte wzgórza) i płaskie powierzchnie sandrowe. Krajobraz ten jest wynikiem działalności lądolodu skandynawskiego w okresie zlodowacenia bałtyckiego: rynna, w której płynie Rospuda, została wyżłobiona przez potok płynący pod lodowcem; ozy powstały z materiału akumulowanego przez płynącą wodę; a sandr to rozległy stożek napływowy, zbudowany ze żwirów i piasków osadzonych przez wody wypływające spod lodowca.

## Szata roślinna

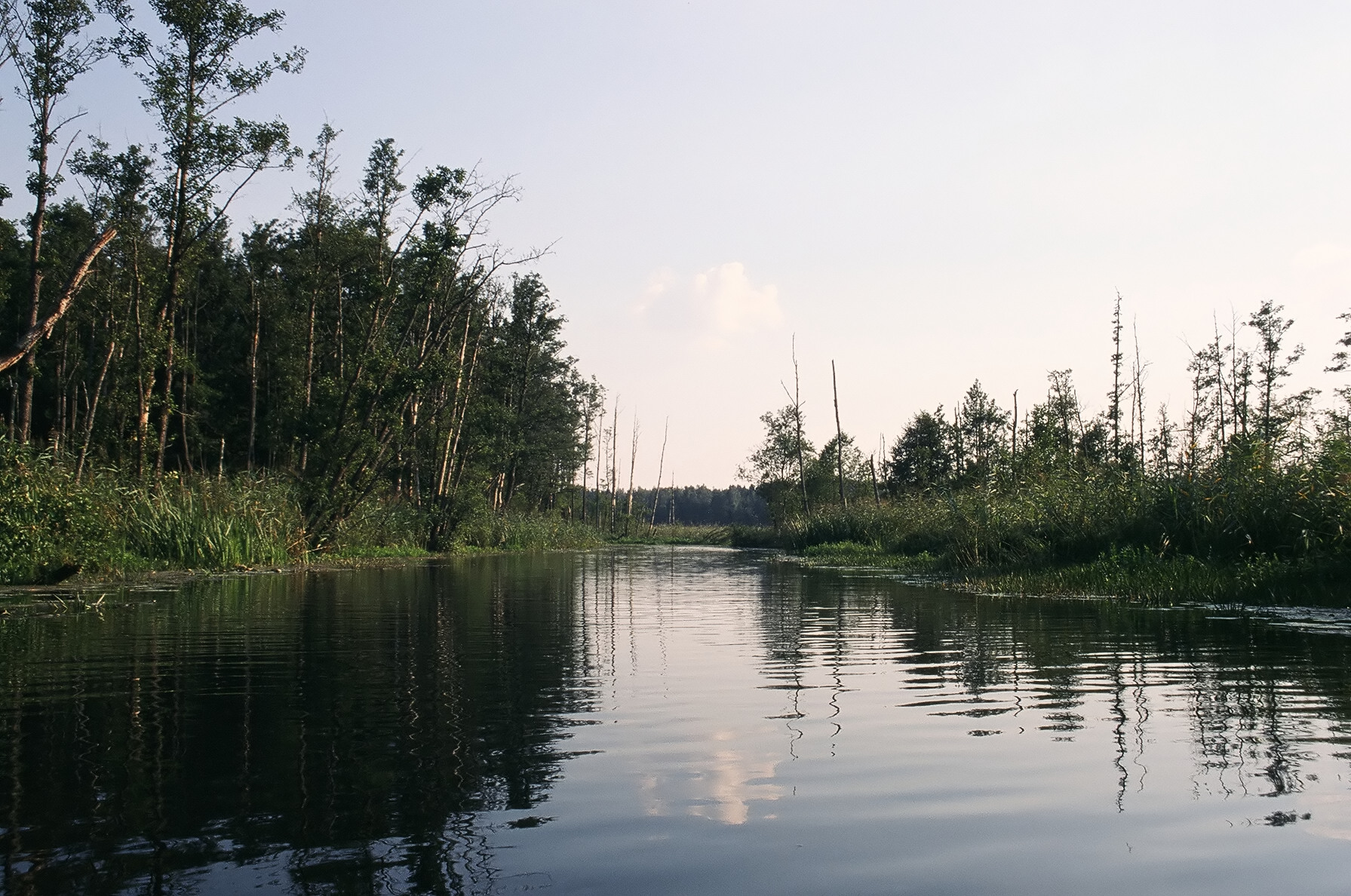
Rzeka Rospuda pomiędzy Jeziorem Okrągłym a Sumowo Bakałarzewskie, koło wsi Kotowina

Większość opublikowanych danych na temat szaty roślinnej Doliny Rospudy dotyczy jej odcinka wykształconego wzdłuż dolnego biegu rzeki, między uroczyskiem Święte Miejsce a ujściem do jeziora Rospuda Augustowska. Dno doliny zajmuje tam obszar torfowiskowy tworzony m.in. przez torfowiska niskie i wysokie, przede wszystkim jednak przez przepływowe (soligeniczne) torfowiska przejściowe o naturalnych, niezaburzonych przez człowieka, stosunkach wodnych. W uproszczeniu, torfowisko to utrzymuje stały wysoki poziom wody, dzięki czemu nie zarasta drzewami i krzewami. Różni się tym od zbliżonych obszarów bagiennych naruszonych ingerencją człowieka (takich jak np. Bagna Biebrzańskie), które dla utrzymania roślinności nieleśnej wymagają powtarzanych zabiegów ochrony czynnej, np. regularnego koszenia.
Torfowiska soligeniczne, porośnięte przez mechowiska z klasy Scheuchzerio-Caricetea nigrae, zajmują powierzchnię ponad 100 ha i stanowią najcenniejsze siedlisko przyrodnicze doliny. Bliżej koryta rzeki występują szuwary trzcinowe (Phragmitetum australis), mozgowe (Phalaridetum arundinaceae), a także mannowe (Glycerietum maximae). Starorzecza są w dużym stopniu zarośnięte przez osokę aloesowatą (Stratiotes aloides). Znaczną powierzchnię zajmują również szuwary wielkoturzycowe – Caricetum appropinquatae, Cicuto-Caricetum pseudocyperi, rzadziej Caricetum distichae, Caricetum ripariae i Thelypteridi-Phragmitetum. Strefę otwartych torfowisk okalają bagienne lasy i zarośla sosnowo-brzozowe, zaliczane do zespołu Thelypteridi-Betuletum pubescentis, zaś w bezpośrednim sąsiedztwie mszarów rozległe zarośla bądź bardzo luźne, niskie lasy (z brzozami, sosnami i wierzbami), częściowo reprezentujące zespół brzozy niskiej (tzw. rokiciny) Betulo-Salicetum repentis. Dalej, przy granicy z mineralnymi zboczami doliny, występują borealne świerczyny na torfie (Sphagno-girgensohnii Piceetum) oraz modelowo wykształcone i bardzo dobrze zachowane olsy (Carici elongatae-Alnetum).

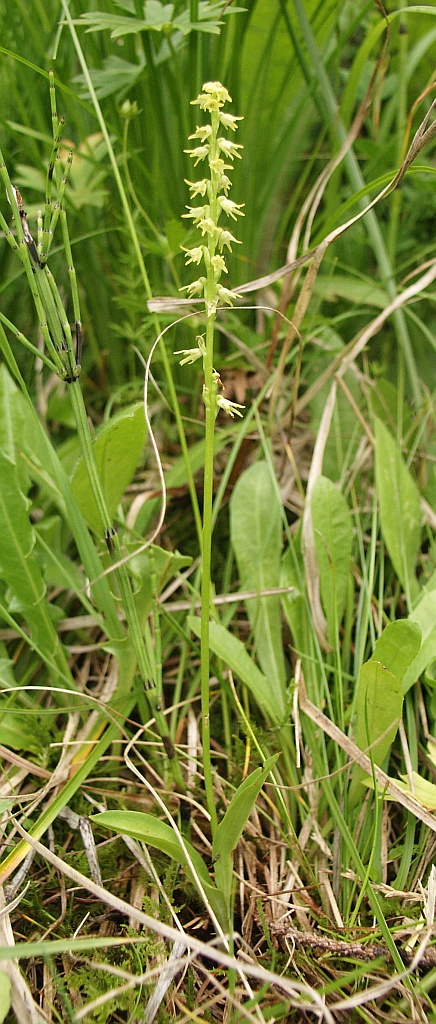
Miodokwiat krzyżowy, gatunek mający tu jedyne stanowisko w Polsce

Niewielkie płaty innych zbiorowisk roślinnych rozrzucone są w różnych częściach doliny. Należą do nich: torfowisko wysokie w tzw. fazie „dolinkowej” (roślinność ze związków Rhynchosporion albae i Sphagnion magellanici), źródliska niewapienne ze zbiorowiskiem rzeżuchy gorzkiej Cardamine amara i śledziennicy skrętolistnej Chrysosplenium alternifolium, łęgi olszowo-jesionowe (Fraxino-Alnetum) oraz bory bagienne Vaccinio uliginosi-Pinetum. Na mineralnych wyniesieniach w obrębie doliny i na jej zboczach występują lasy liściaste o charakterze grądów (Tilio-Carpinetum), często z przewagą lipy w drzewostanie. W miejscu części lasów grądowych występują obecnie sztucznie nasadzone drzewostany z dominacją świerka.

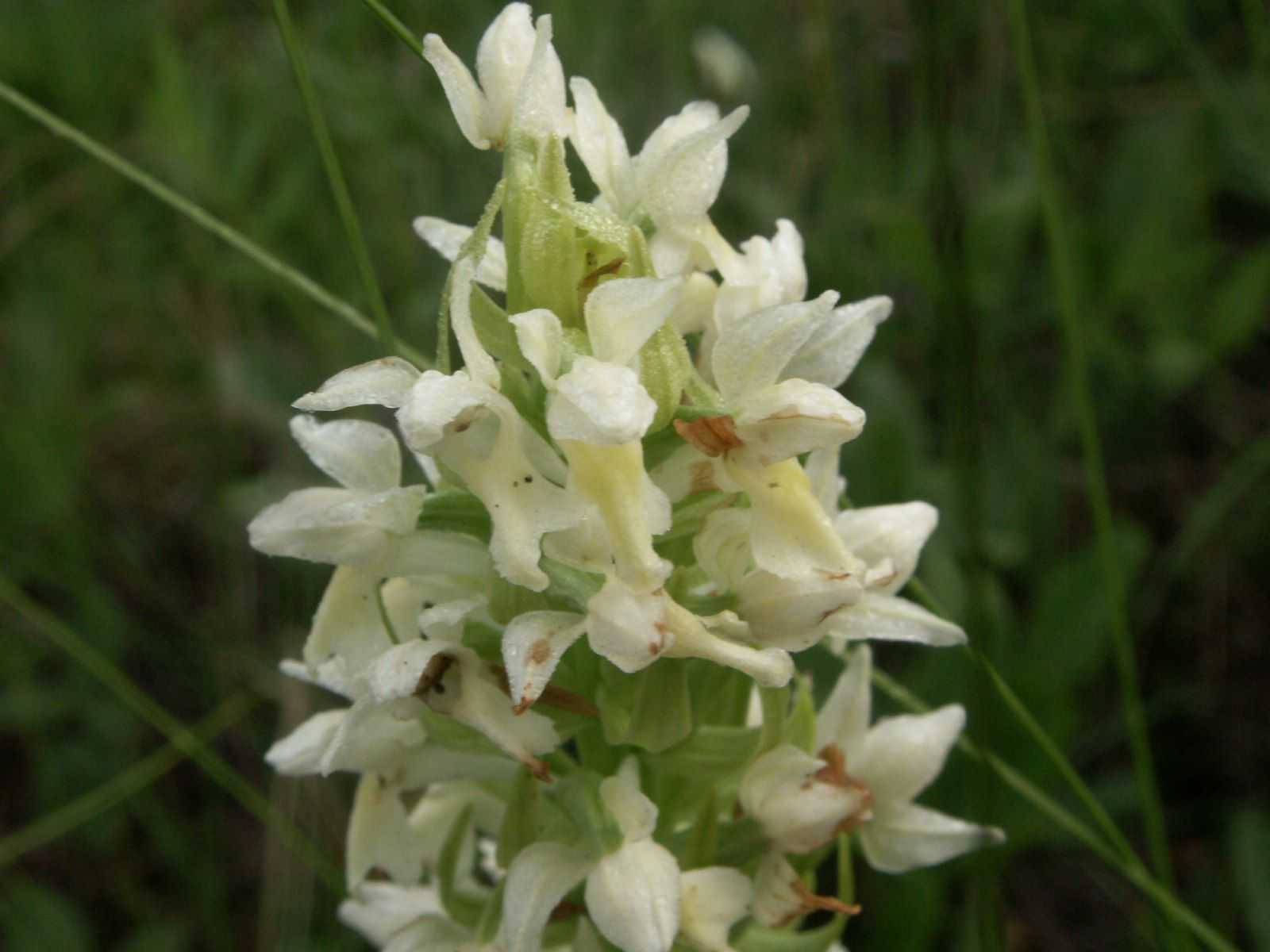
Kukułka krwista żółtawa

Dolina Rospudy jest objęta ochroną ze względu na występowanie rzadkich gatunków roślin i zwierząt. Rośnie tam m.in. 20 przedstawicieli rodziny storczykowatych, podlegającej ścisłej ochronie prawnej, w tym jedyne w Polsce stanowisko miodokwiatu krzyżowego (Herminium monorchis), rośliny wpisanej do Polskiej czerwonej księgi roślin oraz jedno z kilku stanowisk podgatunku storczyka krwistego o żółtych kwiatach (Dactylorhiza incarnata ssp. ochroleuca). Ponadto na terenie doliny występują inne storczyki, m.in.: storczyk szerokolistny (Dactylorhiza majalis), obuwik pospolity (Cypripedium calceolus), żłobik koralowy (Corallorhiza trifida), kukułka Fuchsa (Dactylorhiza fuchsii), kukułka Traunsteinera (Dactylorhiza traunsteineri), kruszczyk błotny (Epipactis palustris), lipiennik Loesela (Liparis loeselii), wątlik błotny (Hammarbya paludosa), wyblin jednolistny (Malaxis monophyllos), a także inne rzadkie rośliny chronione: brzoza niska (Betula humilis), wielosił błękitny (Polemonium caeruleum), rosiczka długolistna (Drosera anglica), rosiczka okrągłolistna (Drosera rotundifolia), skalnica torfowiskowa (Saxifraga hirculus), lilia złotogłów (Lilium martagon), wełnianka delikatna (Eriophorum gracile) i wełnianeczka alpejska (Baeothryon alpinum). Również flora mszaków zawiera rzadkie gatunki będące reliktami polodowcowymi, wśród nich ściśle chroniony mszar krokiewkowaty (Paludella squarrosa).

## Fauna

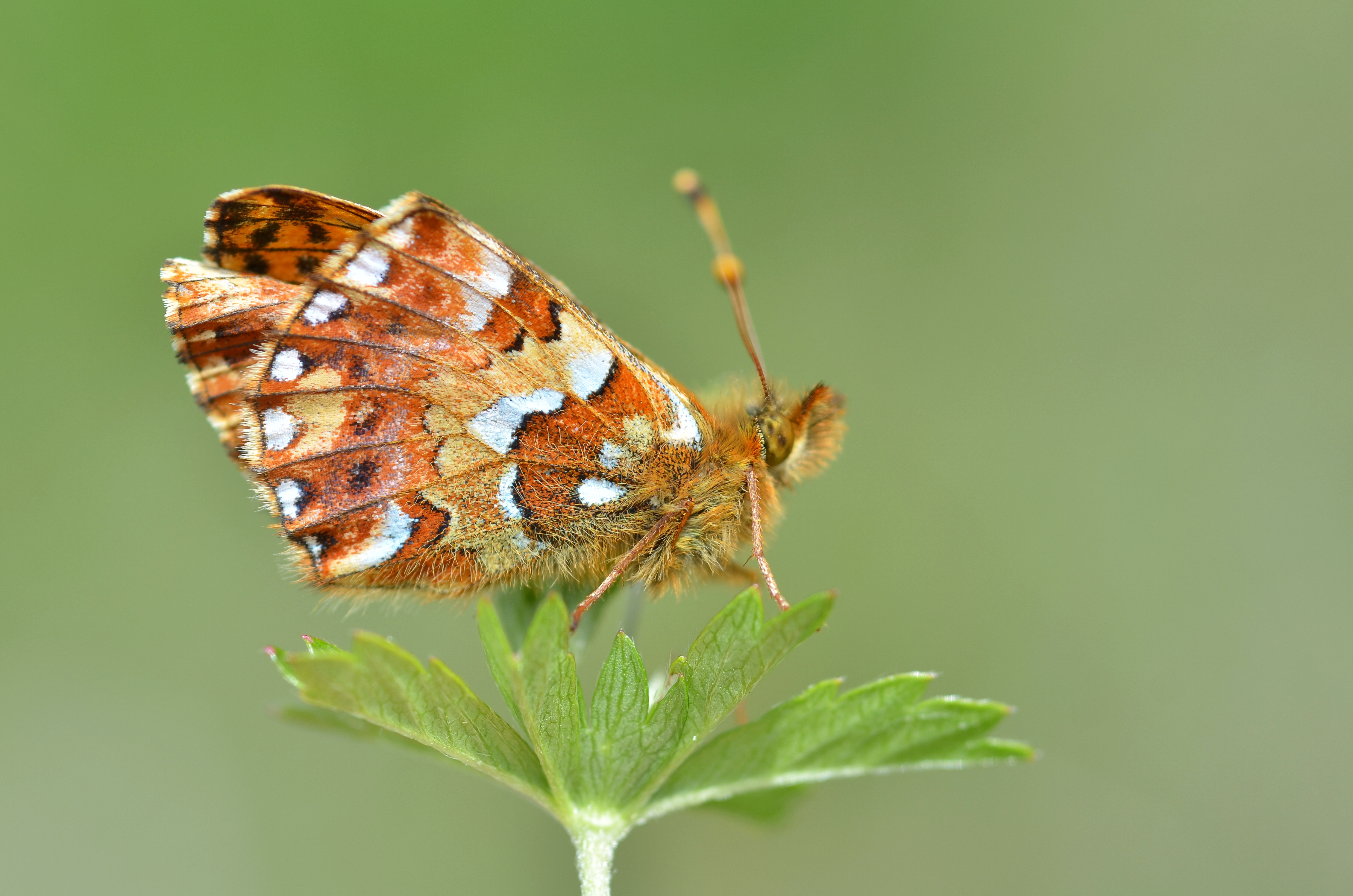
Dostojka akwilonaris

Również w przypadku zwierząt, większość dostępnych danych ogranicza się odcinka doliny wykształconego wzdłuż dolnego biegu rzeki, między uroczyskiem Święte Miejsce a ujściem do jeziora Rospuda Augustowska.
Fauna bezkręgowców obfituje tam w gatunki rzadkie, zagrożone i objęte ochroną prawną. Trzy taksony objęte są ochroną na podstawie załącznika II dyrektywy siedliskowej: małż skójka gruboskorupowa (Unio crassus) oraz ważki zalotka większa (Leucorrhinia pectoralis) i trzepla zielona (Ophiogomphus cecilia). Towarzyszą im ściśle chronione ważki: łątka zielona (Coenagrion armatum) – krytycznie zagrożona w Polsce, iglica mała (Nehalenia speciosa) – zagrożona w Polsce i związana z szuwarami niskich turzyc nad wodami torfowiskowymi, zalotka białoczelna (Leucorrhinia albifrons), zalotka spłaszczona (Leucorrhinia caudalis), żagnica zielona (Aeshna viridis) i miedziopierś północna (Somatochlora arctica). Do gatunków objętych ścisłą ochroną należy również motyl dostojka akwilonaris (Boloria aquilonaris), występujący wyłącznie na torfowiskach, ponieważ rośliną żywicielską jego larw jest żurawina błotna. Trzy inne, ściśle chronione motyle – osadnik wielkooki (Lopinga achine), modraszek bagniczek (Plebeius optilete) i strzępotek hero (Coenonympha hero) są klasyfikowane jako zagrożone wymarciem w Polsce. W wodach rzeki Rospudy, oprócz skójki gruboskorupowej, odnotowano także chronione i umieszczone w Polskiej czerwonej księdze zwierząt: małża szczeżuję wielką (Anodonta cygnea) i pijawkę lekarską (Hirudo medicinalis).

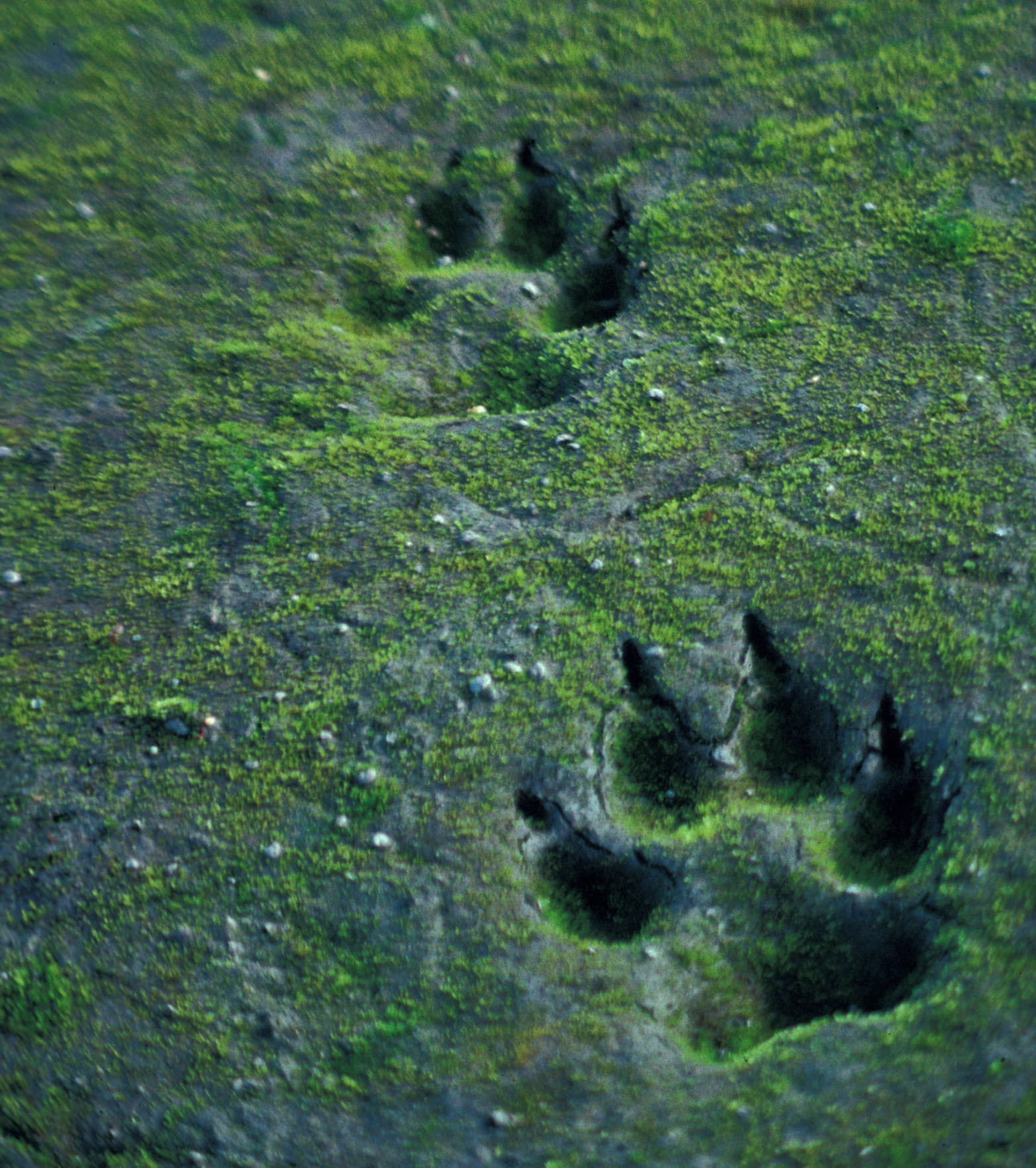
Dolina Rospudy stanowi korytarz ekologiczny, migrują tędy m.in. wilki

Również wśród kręgowców zmiennocieplnych stwierdzono tu gatunki o wysokim statusie ochronnym. Ryby reprezentowane są przez różankę (Rhodeus sericeus) i piskorza (Misgurnus fossilis), zaś płazy – przez traszkę grzebieniastą (Triturus cristatus) i żabę jeziorkową (Rana lessonae). Wszystkie te gatunki objęte są ochroną ścisłą, zaś pierwsze trzy z nich umieszczono w załączniku II dyrektywy siedliskowej i Polskiej czerwonej księdze zwierząt.
W Dolinie Rospudy i przylegających do niej lasach gniazdują liczne chronione gatunki ptaków, objęte Załącznikiem I dyrektywy ptasiej: jarząbek (Bonasia bonasia), głuszec (Tetrao urogallus), kropiatka (Porzana porzana), derkacz (Crex crex), żuraw (Grus grus), bielik (Haliaeetus albicilla), orlik krzykliwy (Aquila pomarina), błotniak stawowy (Circus aeruginosus), trzmielojad (Pernis apivorus), włochatka (Aegolius funereus), sóweczka (Glaucidium passerinum), dzięcioł średni (Dendrocopos medius), dzięcioł czarny (Dryocopus martius), dzięcioł białogrzbiety (Dendrocopos leucotos ), gąsiorek (Lanius collurio), jarzębatka (Sylvia nisoria), muchołówka mała (Ficedula parva) i zimorodek (Alcedo atthis). Obszar ten jest również żerowiskiem dla ptaków gniazdujących na pobliskich terenach, w tym w Puszczy Augustowskiej.
Dla dużych ssaków, takich jak np. wilki (Canis lupus) i jelenie (Cervus elaphus), Dolina Rospudy stanowi korytarz migracyjny – tędy przemieszczają się one z Puszczy Augustowskiej i Biebrzańskiego Parku Narodowego na zachód. Ponadto żyją tu m.in. bobry (Castor fiber), wydry (Lutra lutra), oraz co najmniej trzy gatunki nietoperzy: nocek rudy (Myotis daubentonii), karlik malutki (Pipistrellus pipistrellus) i umieszczony w załączniku II dyrektywy siedliskowej nocek łydkowłosy (Myotis dasycneme).

## Ochrona przyrody

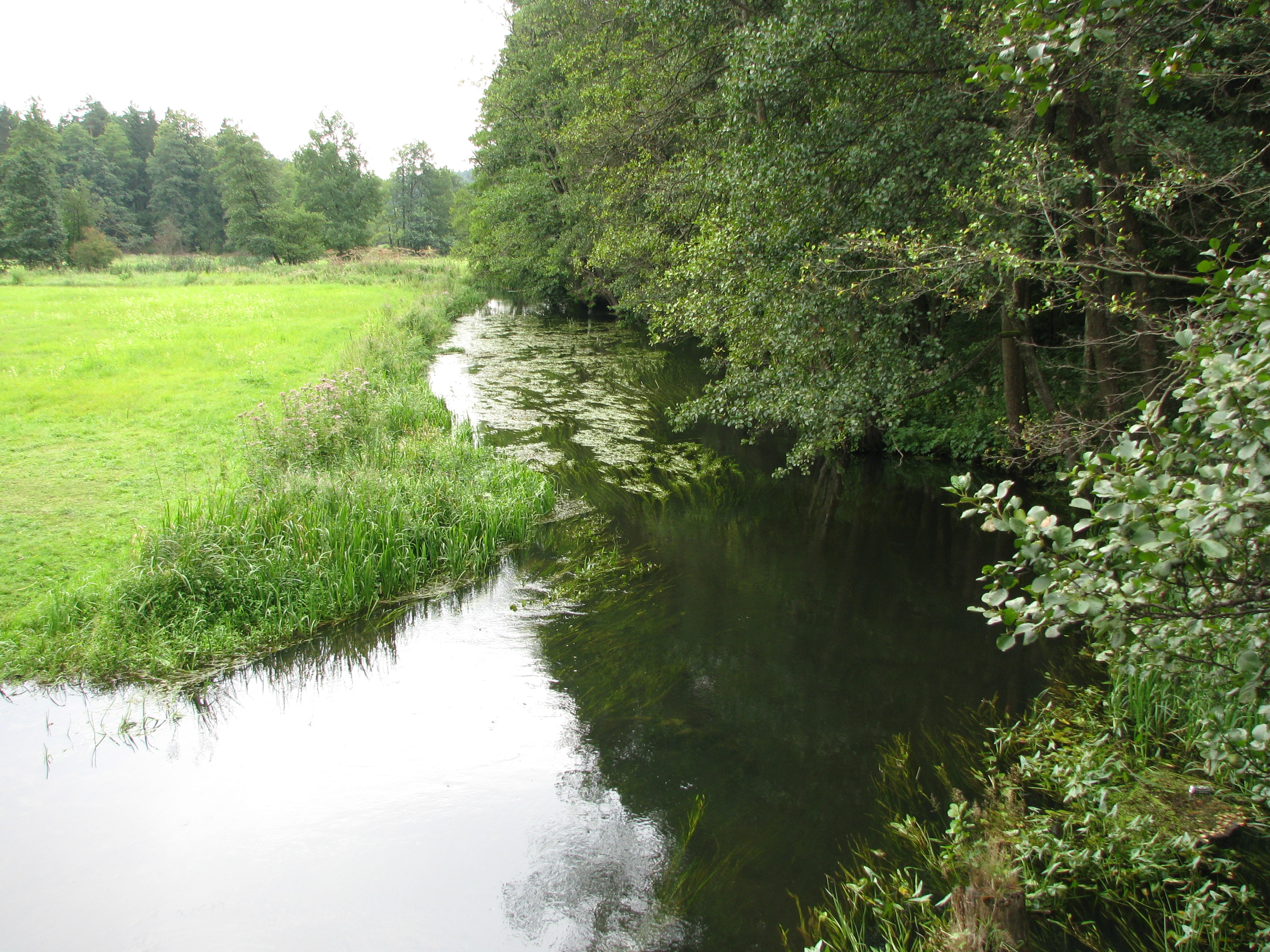
Rospuda koło uroczyska Święte Miejsce

Nadzór nad Obszarem Chronionego Krajobrazu „Dolina Rospudy” sprawuje Zarząd Województwa Podlaskiego.
Południowa część obszaru chronionego krajobrazu znajduje się w sieci Natura 2000 jako obszar mający znaczenie dla Wspólnoty pod nazwą Ostoja Augustowska oraz obszar specjalnej ochrony ptaków „Puszcza Augustowska”. Teren od jeziora Rospuda Filipowska do miejscowości Raczki (tzw. „Dolina Górnej Rospudy”) został zaproponowany jako specjalny obszar ochrony siedlisk.
Obszar ten miałby wejść w skład Augustowsko-Druskiennickiego Transgranicznego Obszaru Chronionego – projektowanego dzięki współpracy między Polską, Litwą i Białorusią.
Według prawa – ze względu na występowanie w tym rejonie głuszca, bielika i orlika krzykliwego – powinna tu zostać utworzona strefa ochronna wokół gniazd ptasich.
Z powodu jedynego polskiego stanowiska miodokwiatu krzyżowego, na terenie Doliny Rospudy postulowano ustalenie strefy ochrony obejmującej całe torfowisko, na którym on występuje. W związku z tym planowano utworzenie tu rezerwatu. Według prawa stanowisko tego gatunku wymaga ustalania strefy ochrony całego torfowiska, na którym występuje.
Na terenie Obszaru Chronionego Krajobrazu „Dolina Rospudy” utworzono rezerwaty „Ruda” (2007) i „Dolina Rospudy im. prof. Aleksandra Sokołowskiego” (2024).

## Historia
W 1987 roku w Dolinie Rospudy odkryto jedyne w Polsce stanowisko miodokwiatu krzyżowego (Herminium monorchis), które liczy ok. 500–700 osobników. Z tego powodu w 1988 roku na terenie torfowisk dolnej części doliny rzeki Rospudy planowano utworzenie rezerwatu przyrody.
Rozporządzeniem wojewody suwalskiego w 1991 roku został utworzony Obszar Chronionego Krajobrazu „Dolina Rospudy”.

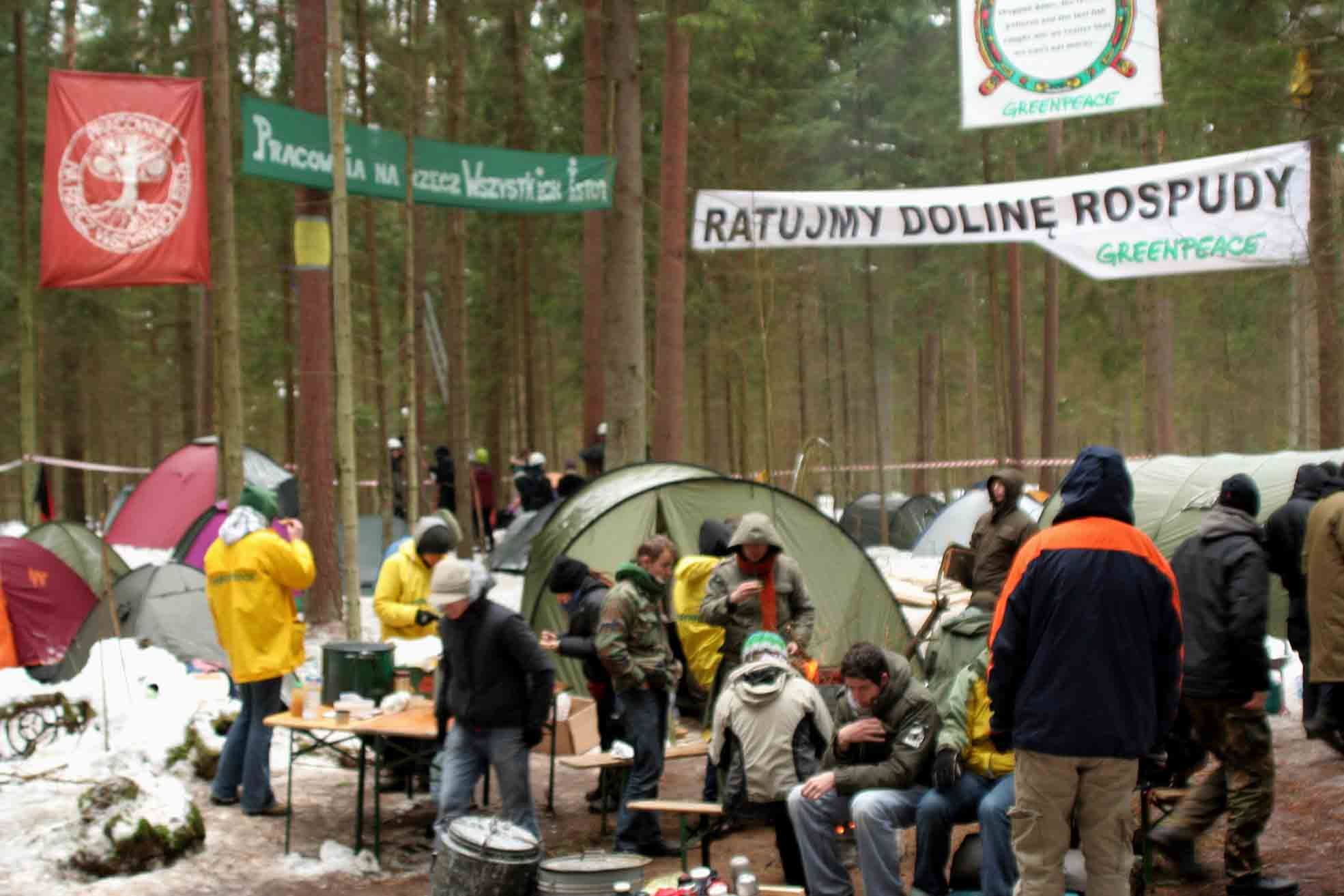
Akcja obrony obszarów Natura 2000 w Dolinie Rospudy przed budową obwodnicy Augustowa w 2007 roku

Na spotkaniu roboczym 13 września 1996 roku w Urzędzie Wojewódzkim w Suwałkach po raz pierwszy podjęto decyzję o wybudowaniu obwodnicy Augustowa, która miała ominąć od północy miasto, przecinając południową część Obszaru Chronionego Krajobrazu „Dolina Rospudy”. Nad rzeką Rospudą i przyległymi do niej torfowiskami zaprojektowano most o długości ponad 500 m. W grudniu 2002 roku zostały podjęte kolejne prace z celem zabudowania i zagospodarowania terenu dla obwodnicy Augustowa, która stanowiłaby odcinek drogi krajowej nr 8 (Warszawa-Białystok-Suwałki-Litwa), będącej częścią trasy Via Baltica. Przeprowadzano konsultacje społeczne, zaś organizacje ekologiczne zwracały uwagę na brak analiz wielu wariantów obwodnicy oraz na braki oceny wpływu budowy drogi ponad doliną rzeki Rospudy.
W listopadzie 2004 roku południowa część Obszaru Chronionego Krajobrazu „Dolina Rospudy” została objęta obszarem specjalnej ochrony ptaków „Puszcza Augustowska” w ramach programu Natura 2000. W lipcu 2005 roku rozpoczęto kolejne konsultacje na temat oddziaływania na środowisko planowanej budowy drogi przez torfowiska i dolinę rzeczną obszaru ochrony. W następnych latach do 2007 roku trwały postępowania administracyjne oraz administracyjnosądowe.

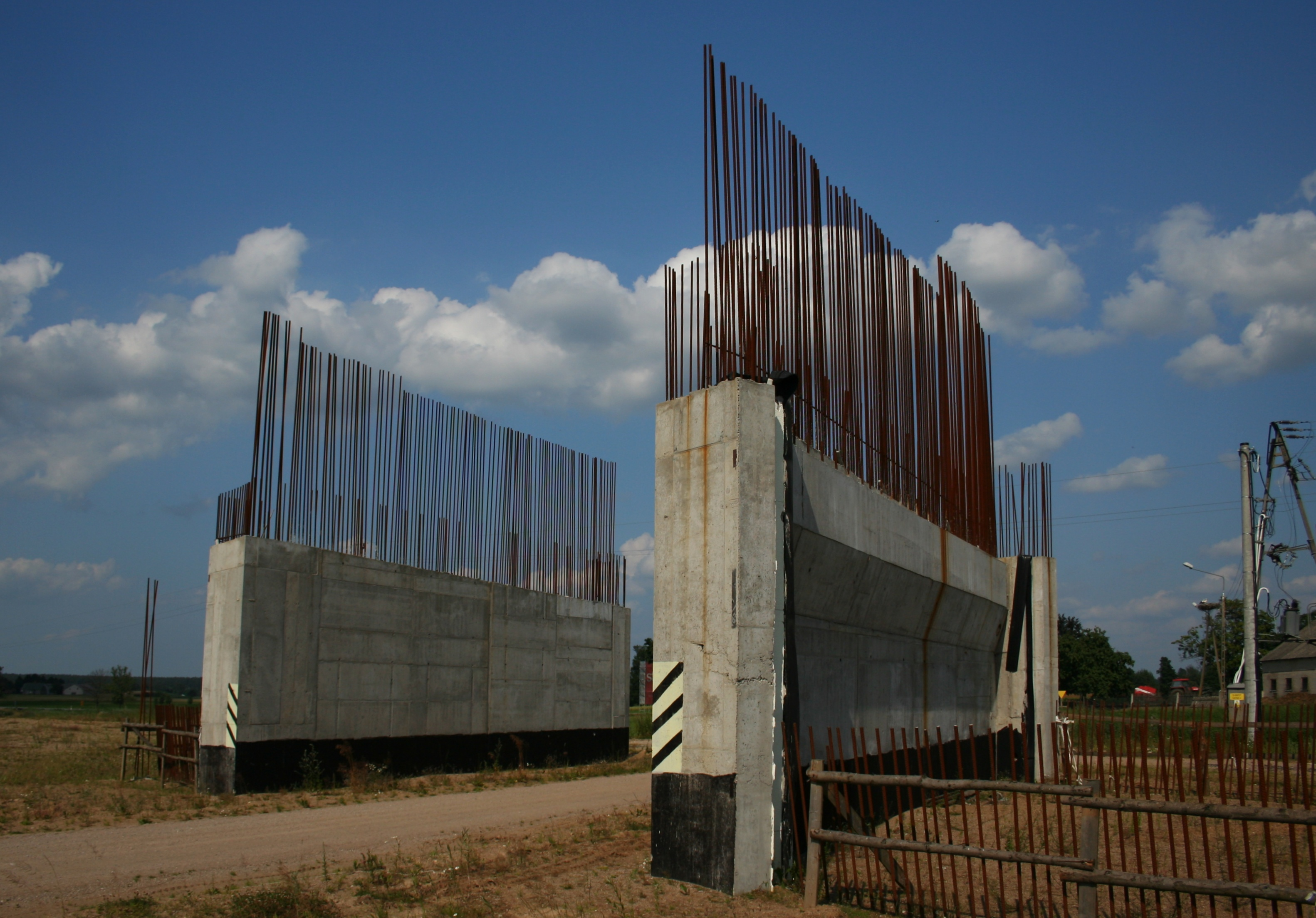
Fragment porzuconej budowy obwodnicy

Pomimo protestów środowiska ekologicznego i stanowiska Komisji Europejskiej zarzucającej władzom polskim nierozpatrzenie wariantów omijających tereny chronione oraz niejednoznaczne opracowanie wpływu prac budowlanych na środowisko, na początku 2007 roku rozpoczęto budowę obwodnicy Augustowa. W wyniku zagrożenia skierowania przeciw Polsce do Parlamentu Europejskiego wniosku o łamanie prawa wspólnotowego, co mogłoby obciążyć Polskę dużymi karami, budowę przerwano w 2008 roku.
Na początku 2009 roku południowa część Doliny Rospudy znalazła się w obszarze mającym znaczenie dla Wspólnoty: Ostoi Augustowskiej. W marcu 2009 roku rząd Polski przedstawił nową koncepcję budowy obwodnicy Augustowa, poza obszarami ochrony ptaków i siedlisk programu Natura 2000. Zakłada ona przebieg drogi krajowej nr 8 poza obszarem bagien i torfowisk – trasa ta ma przechodzić przez obszar chronionego krajobrazu „Dolina Rospudy”, jednak bardziej na północ, poniżej miejscowości Raczki.
W listopadzie 2009 rząd zmienił przebieg trasy Via Baltica.